# Kazimierz Noiszewski
Kazimierz Noiszewski (ur. 11 września 1859 w Wilnie, zm. 5 lipca 1930 w Warszawie) – polski lekarz okulista, docent Wojskowej Akademii Medycznej w Sankt Petersburgu, profesor Uniwersytetu Stefana Batorego w Wilnie i Uniwersytetu Warszawskiego, wynalazca elektroftalmu, członek rzeczywisty TNW.

## Życiorys
Jego ojcem był Józef Bazyli Noyszewski, powstaniec styczniowy, za udział w powstaniu zesłany wraz z rodziną do Tuły. Kazimierz Noiszewski w 1877 ukończył gimnazjum w Orle, w 1883 medycynę w Moskwie. Wkrótce wyjechał za granicę dla pogłębienia wiedzy okulistycznej. Przebywał w Krakowie w klinice prof. Lucjana Rydla, Wiedniu (u prof. Michała Borysiekiewicza i Paryżu (u prof. Photinosa Panasa).
Po powrocie do Rosji w 1887 podjął prywatną praktykę okulistyczną w kurorcie Pohulanka nad Dźwiną koło Dyneburga. Wkrótce założył tam klinikę okulistyczną, która zyskała duży rozgłos, a sam Noiszewski, dzięki licznym publikacjom, stał się znany w całej Rosji.
W 1900 uzyskał stopień doktora medycyny. W 1908 za pracę O jaskrze prostej i jej zależności od różnicy ciśnienia między gałką a czaszką został docentem w Wojskowej Akademii Medycznej w Petersburgu. Otrzymał też nagrodę im. J. Moczutkowskiego.
W latach 1908–1918 wykładał fizjologię i patologię wzroku, równolegle prowadząc swoją lecznicę. Od 1907 był aktywnym członkiem Związku Polskich Lekarzy i Przyrodników w Petersburgu.
Po odzyskaniu niepodległości przez Polskę wrócił do kraju i podjął pracę w Ministerstwie Zdrowia. Skierowany w 1919 do Wilna współtworzył tam Uniwersytet Wileński. Jako profesor zwyczajny objął katedrę okulistyki, prowadził wykłady z diagnostyki, higieny i terapii narządu wzroku. W 1920 zorganizował I Wszechpolski Zjazd Okulistyczny w Warszawie.
W 1921 przeniósł się do Warszawy, gdzie otrzymał stanowisko profesora zwyczajnego Uniwersytetu Warszawskiego. W Uniwersytecie utworzył Katedrę i Klinikę Okulistyczną UW w IV pawilonie Szpitala św. Ducha w Warszawie. Został jej pierwszym kierownikiem.
W tym samym roku został drugim prezesem Polskiego Towarzystwa Okulistycznego. Pełnił tę funkcję w latach 1921–1930.

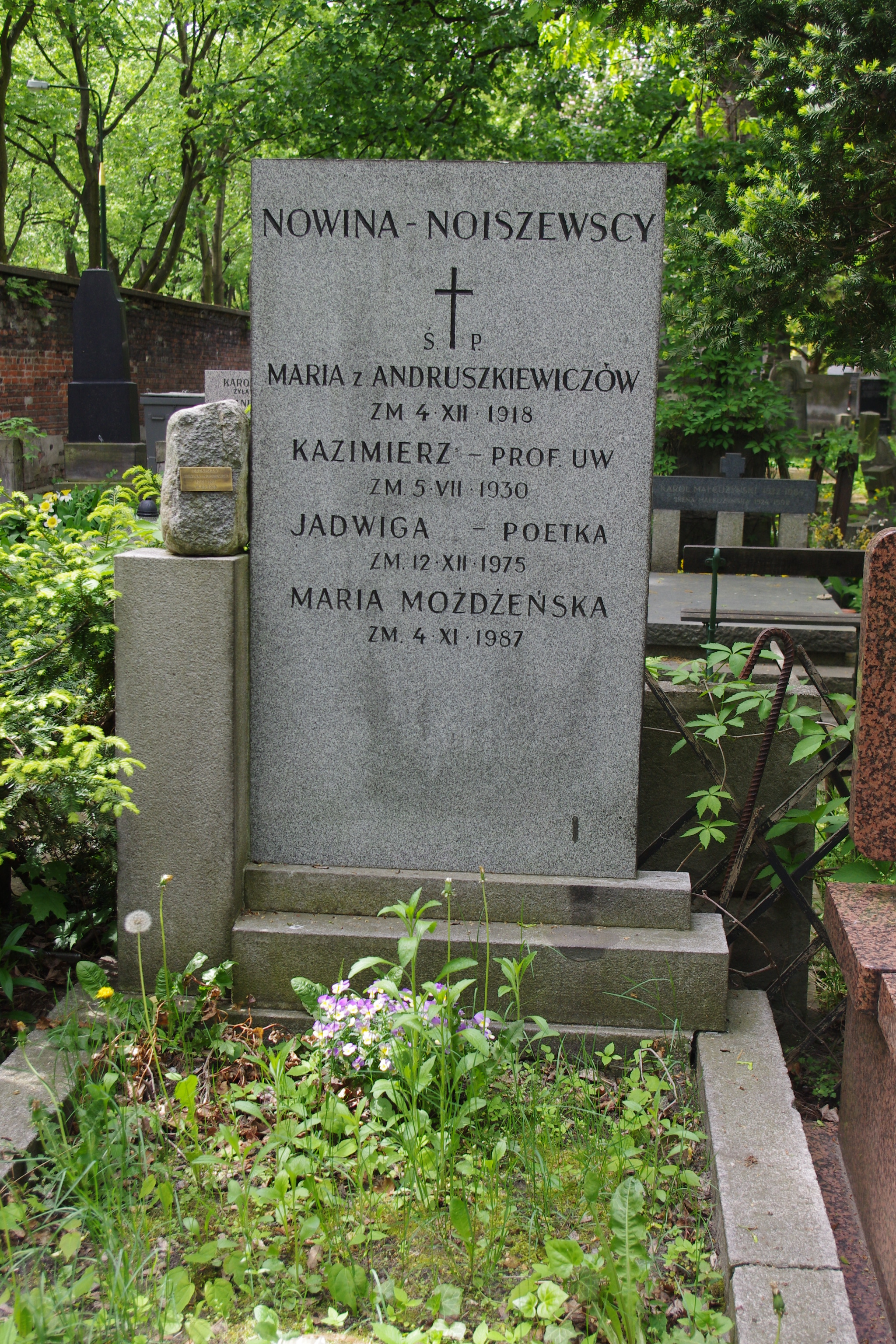
Grób Kazimierza Noiszewskiego na Starych Powązkach w Warszawie

W 1923 założył czasopismo „Klinika Oczna” i został jego redaktorem naczelnym.
Po przejściu na emeryturę w październiku 1929 nadal pracował naukowo. Na krótko przed śmiercią przygotował do druku książkę Choroby oczne, z którymi najczęściej spotyka się lekarz – praktyk.
Pochowany został na cmentarzu Powązkowskim w Warszawie (kwatera 171-3-24).

## Dorobek naukowy
Noiszewski opracował zasady działania elektroftalmu (tzw. sztucznego oka), oparte na występowaniu zmienności przewodnictwa selenu i wyzyskaniu tej cechy w przetwarzaniu bodźców świetlnych na dotykowe i dźwiękowe (1889).
Uchodzi za wynalazcę trychestozjometru do badania wrażliwości czuciowej oka oraz innych przyrządów stosowanych w okulistyce. Pozostawił około 180 oryginalnych prac w języku polskim, rosyjskim, niemieckim i francuskim.

## Wybrane prace
- Barwikowica (Retinitis pigmentosa) i choroby pamięci, woli i mowy (1887)
- Elektroftalm (1889)
- Anatomia czaszkojamu. Próba rozumowego mianownictwa (1889)
- Leczenie operacyjne jaglicy i łuszczki (1897)
- O jaskrze prostej i jej zależności od różnicy ciśnienia między gałką a czaszką (1908)
- Воленосковая чувствительность кожы (1920)
- Podręcznik do badania ostrości wzroku dla studentów i lekarzy[3]  (1920)
- Wykład chorób oczu (1925)
- Le méchanisme hydraulique de l'accomodation (1925)
- Choroby oczne, z którymi najczęściej spotyka się lekarz – praktyk[4] (1930)